# Marie-Denise Villers
Marie-Denise Villers (Pariz, 1774. – Pariz, 19. kolovoza 1821.) bila je francuska slikarica.

## Životopis
Rođena Marie-Denise Lemoine, bila je dio umjetničke obitelji koja je uključivala njezine sestre Marie-Victoire i Marie-Élisabeth. Prilike koje je imala za izlaganje svojih djela omogućene su promjenama koje su uslijedile nakon Francuske revolucije. Prvi put je izlagala na Salonu u Parizu 1799. godine, a njezin doprinos zaslužio joj je nagradu. Slika koja joj se pripisuje bila je na Salonu 1801. i sada se nalazi u zbirci Metropolitanskog muzeja umjetnosti. Slika koju je izložila sljedeće godine također je dobro prihvaćena, a 1810. naslikala je njezinu smanjenu verziju za člana ruske plemićke obitelji Yusupov. Među umjetnicima koji su je utjecali ili ohrabrivali bili su Anne-Louis Girodet de Roussy-Trioson, François Gérard i Jacques-Louis David.